# Kanzler (Rebsorte)

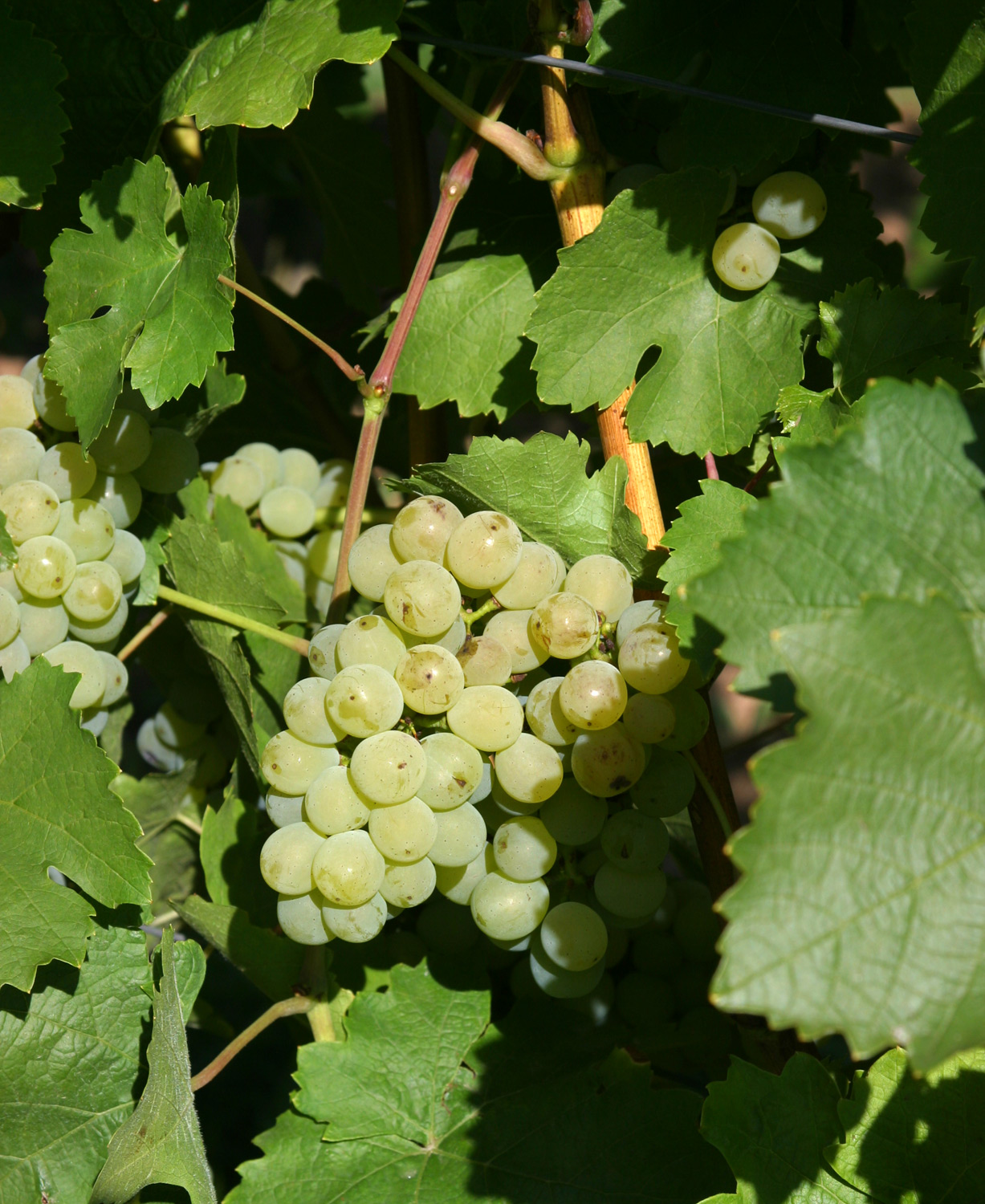
Blätter und Trauben der Rebsorte Kanzler

Als Kanzler bezeichnet man eine eher selten (ausschließlich in Deutschland, vor allem an der Nahe) angebaute Weißweinsorte, aus der fruchtige, hochwertige Weine produziert werden.
Die Sorte wurde von Georg Scheu 1927 an der Landesanstalt für Rebenzüchtung in Alzey aus einer Kreuzung von Müller-Thurgau und Silvaner gezüchtet. Der Eintrag in die Sortenliste erfolgte im Jahr 1967 und ein Sortenschutz besteht seit 1987. Die Angaben des Züchters zu den Kreuzungseltern konnten in der Zwischenzeit durch DNA-Analyse bestätigt werden.
Im Jahr 2019 wies die Rebstatistik eine bestockte Fläche von 25 Hektar in Deutschland aus, nachdem im Jahr 2001 noch 49 Hektar erhoben wurden.
Synonyme: Az 3983
Abstammung: Müller-Thurgau × Silvaner

## Ampelographische Sortenmerkmale
In der Ampelographie wird der Habitus folgendermaßen beschrieben:
- Die Triebspitze ist offen. Sie ist nur leicht wollig behaart. Die grünen Jungblätter sind bronzefarben gefleckt (Anthocyanflecken).
- Die mittelgroßen Blätter sind meist dreilappig. Die Stielbucht ist geschlossen. Die Blattoberfläche (auch Spreite genannt) ist nur leicht blasig.
- Die Traube ist klein bis mittelgroß und mäßig dichtbeerig. Die breit elliptischen  Beeren sind mittelgroß bis groß und von gelbgrüner Farbe. Das Aroma der Beere ist fast neutral.

Die frühreifende Sorte, deren Reifezeitpunkt nur unwesentlich hinter dem des Gutedels liegt, ist anfällig gegen den Echten Mehltau und den Falschen Mehltau. Weniger anfällig ist die Sorte gegen die Grauschimmelfäule. Die Holzreife ist mangelhaft und bedingt eine schlechte Winterfrosthärte.
Kanzler ist eine Varietät der Edlen Weinrebe (Vitis vinifera). Sie besitzt zwittrige Blüten und ist somit selbstfruchtend. Beim Weinbau wird der ökonomische Nachteil vermieden, keinen Ertrag liefernde, männliche Pflanzen anbauen zu müssen.

## Verbreitung
Innerhalb Deutschlands verteilt sich die bestockte Rebfläche wie folgt:
| Weinbaugebiet           | Rebfläche (Hektar) |
| ----------------------- | ------------------ |
| Ahr                     | 0                  |
| Baden                   | 0                  |
| Franken                 | 1                  |
| Hessische Bergstraße    | 0                  |
| Mittelrhein             | 0                  |
| Mosel                   | 0                  |
| Nahe                    | 3                  |
| Pfalz                   | 7                  |
| Rheingau                | 0                  |
| Rheinhessen             | 14                 |
| Saale-Unstrut           | 0                  |
| Sachsen                 | 0                  |
| Württemberg             | 0                  |
| Gesamt Deutschland 2019 | 25                 |

Quelle: Statistisches Bundesamt (2021): Land- und Forstwirtschaft, Fischerei. Landwirtschaftliche Bodennutzung – Rebflächen. Fachserie 3 Reihe 3.1.5.